# قشلاق خان‌گلدی اغام‌اوغلان
قشلاق خان‌گلدی اغام‌اوغلان یک روستا در ایران است که در استان اردبیل واقع شده‌است. قشلاق خان‌گلدی اغام‌اوغلان ۱۸ نفر جمعیت دارد.